# Barcragujn chumb (2023/2024)
Barcragujn chumb 2023/2024 (ze względów sponsorskich zwana jako IDBank Armenian Premier League) był 32. sezonem najwyższej klasy rozgrywkowej w Armenii w piłce nożnej.
Brało w niej udział 10 drużyn, które od 29 lipca 2023 do 26 maja 2024 rozegrały 36 kolejek meczów.
Obrońcą tytułu była drużyna Urartu Erywań. Mistrzostwo po raz trzynasty w historii zdobyła drużyna Piunik Erywań.

## Format rozgrywek
Dziesięć uczestniczących drużyn gra ze sobą czterokrotnie.
Zwycięzca ligi zostaje mistrzem Armenii i kwalifikuje się do I rundy kwalifikacyjnej Ligi Mistrzów UEFA.
Drużyna, która zajmie drugie, trzecie miejsce i zdobywca Pucharu Armenii, kwalifikuje się do I rundy kwalifikacyjnej Ligi Konferencji Europy UEFA.
W przypadku zdobycia pucharu przez drużynę, która zapewniła sobie grę w europejskich pucharach, awans otrzymuje czwarta drużyna rozgrywek.
Do niższej ligi spada bezpośrednio ostatnia drużyna(Հոդված 6.06.).

## Drużyny
| Uczestnicy poprzedniej edycji | Uczestnicy poprzedniej edycji | Uczestnicy poprzedniej edycji | Uczestnicy poprzedniej edycji |
| --- | ----------------------------- | ----------------------------- | ----------------------------- |
| URA | Urartu Erywań                 | Erywań                        | 1                             |
| PIU | Piunik Erywań                 | Erywań                        | 2                             |
| ARM | Ararat-Armenia                | Erywań                        | 3                             |
| ALA | Alaszkert                     | Erywań                        | 4                             |
| WAN | Wan Czarencawan               | Czarencawan                   | 5                             |
| ARA | Ararat Erywań                 | Erywań                        | 6                             |
| SZI | Szirak Giumri                 | Giumri                        | 7                             |
| NOA | Noah Erywań                   | Erywań                        | 8                             |
| BKM | BKMA Erywań                   | Erywań                        | 9                             |
| Awans z Araczin chumb |                               |                               |                               |
| WES | West Armenia                  | Erywań                        | 1                             |
| Oznaczenia: - kolumna pierwsza – skróty nazw drużyn, - kolumna trzecia – siedziba klubu, - kolumna czwarta – miejsce zajęte w poprzednim sezonie. |                               |                               |                               |

## Tabela
| Lp. | Drużyna                   | M  | Z  | R  | P  | B+ | B- | +/– | Pkt | Kwalifikacja lub spadek                         |
| --- | ------------------------- | -- | -- | -- | -- | -- | -- | --- | --- | ----------------------------------------------- |
| 1   | Piunik Erywań (M)         | 36 | 24 | 10 | 2  | 84 | 28 | +56 | 82  | Liga Mistrzów UEFA • I runda kwalifikacyjna     |
| 2   | Noah Erywań               | 36 | 26 | 2  | 8  | 69 | 33 | +36 | 80  | Liga Konferencji UEFA • I runda kwalifikacyjna  |
| 3   | Ararat-Armenia Erywań (P) | 36 | 23 | 6  | 7  | 73 | 34 | +39 | 75  | Liga Konferencji UEFA • II runda kwalifikacyjna |
| 4   | Urartu Erywań             | 36 | 13 | 11 | 12 | 49 | 49 | 0   | 50  | Liga Konferencji UEFA • I runda kwalifikacyjna  |
| 5   | Alaszkert Erywań          | 36 | 13 | 6  | 17 | 54 | 56 | −2  | 45  |                                                 |
| 6   | Ararat Erywań             | 36 | 13 | 6  | 17 | 39 | 50 | −11 | 45  |                                                 |
| 7   | West Armenia              | 36 | 11 | 4  | 21 | 43 | 73 | −30 | 37  |                                                 |
| 8   | Szirak Giumri             | 36 | 8  | 9  | 19 | 28 | 46 | −18 | 33  |                                                 |
| 9   | Wan Czarencawan           | 36 | 8  | 8  | 20 | 32 | 67 | −35 | 32  |                                                 |
| 10  | BKMA Erywań               | 36 | 7  | 6  | 23 | 32 | 67 | −35 | 27  | [ i ]                                           |

1. ↑  BKMA Erywań został utrzymany w lidze[3].

## Wyniki spotkań
| Gospodarz \ Gość      | ALA | ARA | AAR | BKM | NOA | PYU | SHI | URA | VAN | WES | ALA | ARA | AAR | BKM | NOA | PYU | SHI | URA | VAN | WES |
| --------------------- | --- | --- | --- | --- | --- | --- | --- | --- | --- | --- | --- | --- | --- | --- | --- | --- | --- | --- | --- | --- |
| Alaszkert Erywań      |     | 2–1 | 1–1 | 1–0 | 3–1 | 0–2 | 0–0 | 4–2 | 0–0 | 2–0 |     | 2–1 | 1–3 | 0–0 | 0–2 | 1–1 | 2–3 | 0–2 | 0–1 | 1–2 |
| Ararat Erywań         | 0–1 |     | 1–3 | 0–2 | 0–2 | 0–5 | 2–1 | 1–1 | 2–1 | 1–0 | 1–3 |     | 0–1 | 1–0 | 0–1 | 0–1 | 2–0 | 0–0 | 1–1 | 1–0 |
| Ararat-Armenia Erywań | 3–1 | 2–1 |     | 4–1 | 4–3 | 1–2 | 2–0 | 1–2 | 3–0 | 4–0 | 2–1 | 2–1 |     | 4–1 | 0–1 | 3–1 | 1–1 | 2–0 | 0–2 | 1–1 |
| BKMA Erywań           | 0–4 | 2–0 | 1–1 |     | 1–0 | 1–4 | 1–3 | 1–2 | 7–1 | 0–4 | 0–6 | 1–3 | 0–1 |     | 0–2 | 0–3 | 0–0 | 2–0 | 0–0 | 1–1 |
| Noah Erywań           | 4–2 | 3–0 | 1–0 | 3–0 |     | 0–1 | 4–0 | 2–0 | 1–0 | 5–1 | 2–1 | 4–3 | 2–1 | 1–0 |     | 1–1 | 1–0 | 1–1 | 3–1 | 3–1 |
| Piunik Erywań         | 3–1 | 1–1 | 1–1 | 3–0 | 3–1 |     | 1–0 | 3–1 | 6–0 | 3–0 | 2–1 | 2–2 | 2–2 | 3–1 | 3–0 |     | 1–1 | 5–0 | 3–1 | 2–1 |
| Szirak Giumri         | 2–3 | 1–2 | 1–3 | 0–1 | 0–2 | 1–1 |     | 0–2 | 2–0 | 0–0 | 2–0 | 0–1 | 0–1 | 1–0 | 1–0 | 0–1 |     | 1–0 | 0–0 | 1–2 |
| Urartu Erywań         | 1–0 | 2–1 | 2–1 | 2–1 | 1–0 | 1–1 | 2–2 |     | 3–1 | 1–2 | 6–1 | 1–1 | 1–3 | 2–1 | 0–1 | 1–1 | 0–0 |     | 1–1 | 1–2 |
| Wan Czarencawan       | 2–1 | 1–2 | 0–2 | 1–2 | 0–2 | 0–5 | 1–0 | 2–2 |     | 4–1 | 2–3 | 0–2 | 0–5 | 2–2 | 0–1 | 1–0 | 4–0 | 1–1 |     | 1–0 |
| West Armenia          | 1–4 | 0–2 | 1–4 | 1–0 | 2–4 | 2–3 | 2–4 | 2–5 | 2–0 |     | 1–1 | 1–2 | 0–1 | 3–2 | 2–5 | 1–4 | 1–0 | 1–0 | 2–0 |     |

## Najlepsi strzelcy
| Bramki | Strzelcy              | Drużyna               |
| ------ | --------------------- | --------------------- |
| 23     | Artur Miranyan        | Noah Erywań           |
| 21     | Yusuf Otubanjo        | Piunik Erywań         |
| 18     | Mohamed Yattara       | Ararat-Armenia Erywań |
| 16     | Tenton Yenne          | Ararat-Armenia Erywań |
| 12     | Hovhannes Harutyunyan | Piunik Erywań         |
| 12     | Lewan Kutalia         | Alaszkert Erywań      |
| 11     | Temur Dzhikiya        | Urartu Erywań         |
| 9      | Paul Gladon           | Noah Erywań           |

Źródło: 

## Stadiony
| Alaszkert Erywań  |
| ----------------- |
| Stadion Alaszkert |
|                   |

| Ararat Erywań Piunik Erywań |
| --------------------------- |
| im. Wazgena Sarkisjana      |
|                             |

| Ararat-Armenia Erywań BKMA Erywań |
| --------------------------------- |
| Stadion Akademii Piłkarskiej      |
|                                   |

| Noah Erywań     | Noah Erywań    |
| --------------- | -------------- |
| Stadion Miejski | Stadion Kotajk |
|                 |                |

| Szirak Giumri   |
| --------------- |
| Stadion Miejski |
|                 |

| Urartu Erywań  |
| -------------- |
| Stadion Urartu |
|                |

| Wan Czarencawan |
| --------------- |
| Stadion miejski |
|                 |

| West Armenia |
| ------------ |
| Stadion Mika |
|              |

Źródło: 